# 伯纳德·德沃托
伯纳德·奥古斯丁·德沃托（Bernard Augustine DeVoto，1897年1月11日—1955年11月13日）是一位美国历史学家、专栏作家、教师、编辑和评论家。他的美国西部通俗历史著作《越过宽阔的密苏里》（Across the Wide Missouri）獲得了普利策历史奖，并长期在哈泼斯杂志上發表专栏文章。1922年，德沃托成為西北大学的讲师。 20世纪50年代，他是阿德萊·史蒂文森二世的演讲稿撰稿人。